# Сен-Лоран-де-ла-Пре
Сен-Лора́н-де-ла-Пре (фр. Saint-Laurent-de-la-Prée) — коммуна во Франции, находится в регионе Пуату — Шаранта. Департамент коммуны — Шаранта Приморская. Входит в состав кантона Рошфор-Север. Округ коммуны — Рошфор.
Код INSEE коммуны — 17353.

## Население
Население коммуны на 2010 год составляло 1858 человек.
| 1962 | 1968 | 1975 | 1982 | 1990 | 1999 | 2010 |
| ---- | ---- | ---- | ---- | ---- | ---- | ---- |
| 836  | 857  | 848  | 1075 | 1256 | 1347 | 1858 |